# Dolichopus exsul
Dolichopus exsul är en tvåvingeart som beskrevs av Aldrich 1922. Dolichopus exsul ingår i släktet Dolichopus och familjen styltflugor. Inga underarter finns listade i Catalogue of Life.